# جایزه بزرگ آرژانتین ۱۹۶۰
جایزه بزرگ آرژانتین ۱۹۶۰ (انگلیسی: ‎1960 Argentine Grand Prix‎) یک مسابقهٔ موتوری در رشتهٔ اتومبیل‌رانی فرمول یک بود که در تاریخ ۷ فوریهٔ ۱۹۶۰ در پیست اتومبیل‌رانی شهرداری شهر بوئنوس آیرس واقع در بوئنوس آیرس، آرژانتین برگزار شد. این گراند پری در میان ۱۰ گراند پری در فصل ۱۹۶۰، مسابقهٔ شمارهٔ ۱ بود.
در این مسابقه که در ۸۰ دور و به مسافت ۳۱۲٫۹۶۰ کیلومتر (۱۹۴٫۴۶۴ مایل) برگزار شد، پول پوزیشن توسط استیرلینگ ماس کسب شد و سریع‌ترین زمان برای طی یک دور پیست که برابر با ۱:۳۸٫۹ بود نیز توسط استیرلینگ ماس به ثبت رسید.
بروس مک‌لارن از تیم کوپر-کلیمکس، کلیف آلیسون از تیم فراری و ماریس ترینتیگنانت و بروس مک‌لارن (به‌طور مشترک) از تیم کوپر-کلیمکس به‌ترتیب مقام‌های اول تا سوم مسابقه را کسب کردند.

## رده‌بندی قهرمانی پس از مسابقه
| جایگاه | راننده            | امتیاز |
| ------ | ----------------- | ------ |
| ۱      | بروس مک‌لارن       | ۸      |
| ۲      | کلیف آلیسون       | ۶      |
| ۳      | کارلوس مندیتگای   | ۳      |
| ۴      | ولفگانگ فون تریپس | ۲      |
| ۵      | اینس ایرلند       | ۱      |
| منبع:  |                   |        |

| جایگاه | سازنده       | امتیاز |
| ------ | ------------ | ------ |
| ۱      | کوپر-کلیمکس  | ۸      |
| ۲      | فراری        | ۶      |
| ۳      | کوپر-مازراتی | ۳      |
| ۴      | لوتوس-کلیمکس | ۱      |
| منبع:  |              |        |

یادداشت
- تنها پنج جایگاه نخست از هر رده‌بندی نمایش داده شده‌است.